# لی گی هو
لی گی هو (Lee Gi-ho) (کره‌ای: 이기호 ; ۱ اکتبر ۱۹۴۵ – ۳ اوت ۲۰۲۲) یک سیاستمدار اهل کره جنوبی بود و از سال ۱۹۹۷ تا ۱۹۹۹ وزیر کار بود.